# KY Большой Медведицы
KY Большой Медведицы (лат. KY Ursae Majoris) — одиночная переменная звезда в созвездии Большой Медведицы на расстоянии приблизительно 1790 световых лет (около 549 парсеков) от Солнца. Видимая звёздная величина звезды — от +12,45m до +12,4m.

## Характеристики
KY Большой Медведицы — бело-голубой очень быстро пульсирующий горячий субкарлик, переменная звезда типа V361 Гидры (RPHS) спектрального класса sdB.